# Айсаринский сельский округ
Айсаринский сельский округ (каз. Айсары ауылдық округі) — административная единица в составе Акжарского района Северо-Казахстанской области Казахстана. Административный центр и единственный населенный пункт — село Айсаринское.
Население — 331 человек (2009, 927 в 1999, 1247 в 1989).

## История
Совместным решением 4 сессии Северо-Казахстанского областного маслихата и акима области от 27 июня 2000 года образован Айсаринский сельский округ путем выделения его территории из состава Алкатерекского сельского округа с включением в него села Айсаринское и аула Кызылагаш.
Село Кызылагаш и аул Айсары были ликвидированы.

## Состав
В состав округа входят такие населенные пункты:
| Населенный пункт  | Население, человек (1989) | Население, человек (1999) | Население, человек (2009) |
| ----------------- | ------------------------- | ------------------------- | ------------------------- |
| Айсары, аул       | 258                       | -                         | -                         |
| Айсаринское, село | 778                       | 927                       | 331                       |
| Кызылагаш, село   | 211                       | -                         | -                         |